# Parantica niphonica
Parantica niphonica är en fjärilsart som beskrevs av Moore 1883. Parantica niphonica ingår i släktet Parantica och familjen praktfjärilar. Inga underarter finns listade i Catalogue of Life.